# Horncliffe
Horncliffe è un villaggio e parrocchia civile dell'Inghilterra, appartenente alla contea del Northumberland.